# Micky Moody

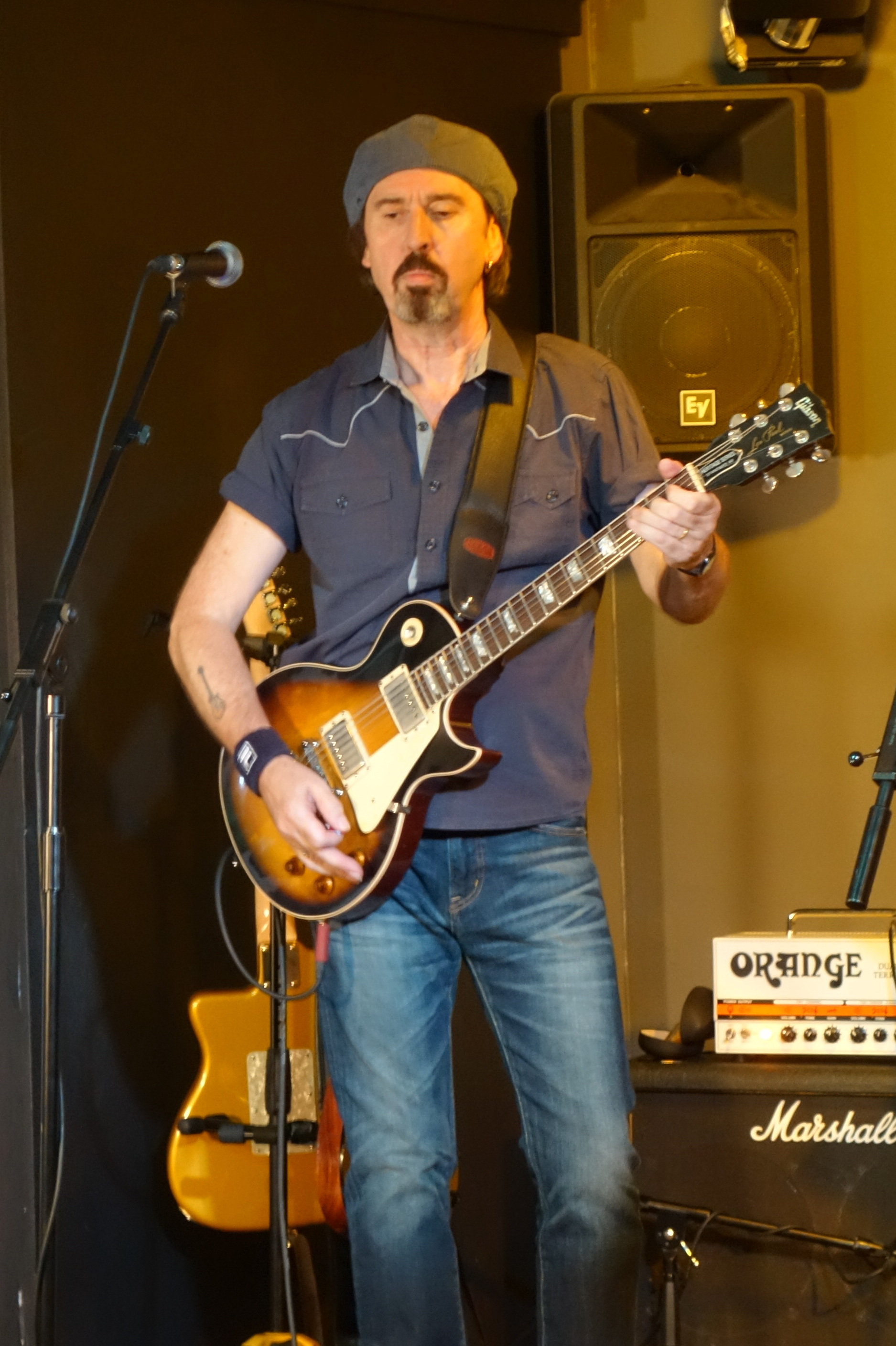
Micky Moody (2014)

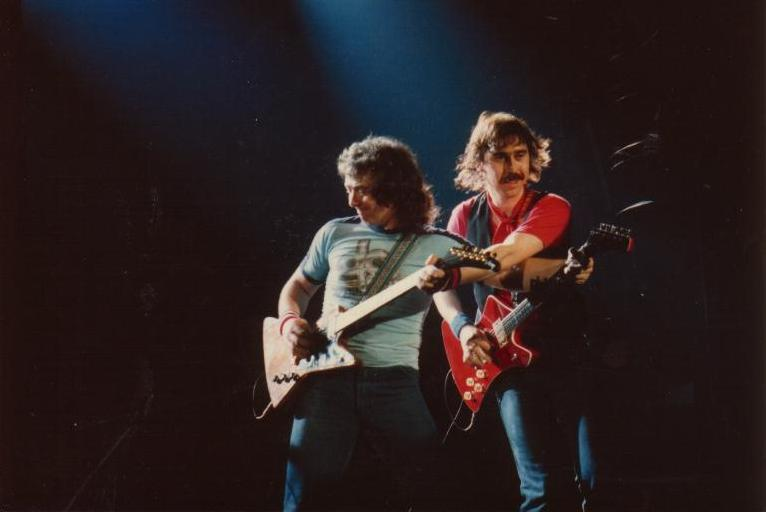
Bernie Marsden (links) und Micky Moody (1981)

Michael Joseph „Micky“ Moody (* 30. August 1950 in Middlesbrough, England, Vereinigtes Königreich) ist ein britischer Gitarrist, der vor allem durch sein Mitwirken in der Band Whitesnake bekannt wurde.
Mit dreizehn Jahren gründete Moody seine erste Band mit seinem Schulfreund Paul Rodgers (später Free, Queen + Paul Rodgers). Die Band, die zunächst „Pots & Pans“ hieß, änderte ihren Namen in „The Road Runners“; sie spielten Songs der Beatles, Kinks und Rolling Stones. 1967 gingen sie als „The Wild Flowers“ nach London. Als die Band sich auflöste, kehrte Moody nach Hause zurück und gründete mit Eugene McCoy die Bluesrock-Gruppe „Tramline“. Mit Tramline veröffentlichte Moody 1968 und 1969 zwei Alben.
Anschließend spielte Moody nach einigen kurzen Zwischenstationen bei den Bands Juicy Lucy (1970–72) und Snafu (1973–75), mit denen er jeweils drei Alben einspielte. Nach einer Platte mit dem inoffiziellen Status-Quo-Mitglied Bob Young (als 1977 als „Young & Moody“ erschienen) schloss er sich 1978 schließlich Whitesnake an, zu deren Gründungsmitgliedern er zählt und an deren ersten sechs Alben er mitwirkte. In den folgenden Jahren erschienen aber weiterhin vereinzelt auch Aufnahmen von „Young & Moody“, unter anderem mit dem Motörhead-Sänger Lemmy Kilmister.
1983 verließ er Whitesnake wieder, um als Sessionmusiker zu arbeiten. Mit seinem ehemaligen Whitesnake-Kollegen Bernie Marsden gründete er „The Moody Marsden Band“, die in loser Folge mehrere Alben veröffentlichte. Später arbeiteten beide in der Band The Company of Snakes abermals zusammen.
Mit I Eat Them for Breakfast erschien 2001 nach mehr als 30-jähriger Karriere das erste Soloalbum von Micky Moody, das 2006 mit Don’t Blame Me einen Nachfolger fand. 2007 erschien Acoustic Journeyman, ein rein instrumentales Werk, in dem sein virtuoses Gitarrenspiel auf der Akustikgitarre zum Tragen kommt. Neben verschiedenen 6- und 12-saitigen Gitarren setzte Moody auch Mandolinen und Dobros ein. 2009 kam Electric Journeyman auf den Markt.
2011 gründete Moody zusammen mit Neil Murray die Hardrock-Supergroup Snakecharmer, die er 2015 wieder verließ. 2016 und 2020 veröffentlichte er zwei Alben mit der Sängerin Ali Maas.
Zu den zahlreichen Musikern, mit denen er im Studio und auf der Bühne zusammenarbeitete, zählen u. a. Mike Oldfield, Roger Chapman, Gerry Rafferty, Gene Pitney und Chris Farlowe.